# Trauma (medicína)
Trauma (z řeckého τράυμα – rána, zranění, úraz, 2. pád traumatu, podle řečtiny) v lékařství označuje náhlou zevní událost, která vede k narušení celistvosti a neporušenosti organismu (rány, zlomeniny, popáleniny). Mnohočetné trauma (polytrauma) vede zpravidla k šoku. Lékařský chirurgický obor, jenž se traumaty zabývá, se nazývá traumatologie neboli úrazové lékařství.
Polytrauma je postižení nejméně dvou orgánových systémů, z nichž alespoň jeden ohrožuje pacienta na životě. Nejčastější příčinou polytraumat jsou války, katastrofy a dopravní nehody.